# Embarcadère de Hung Hom

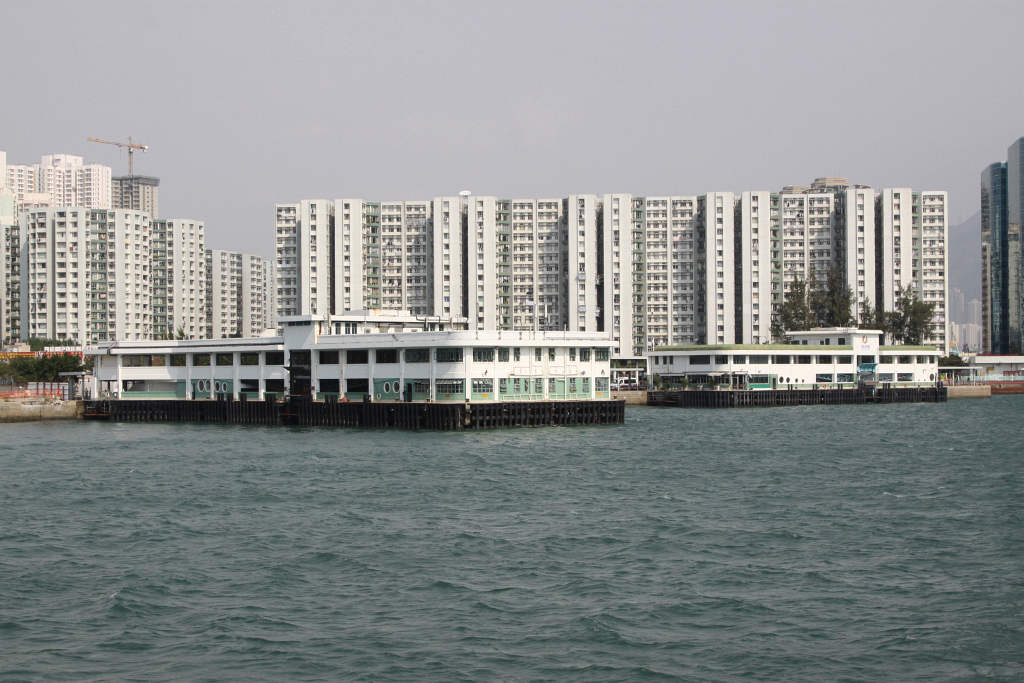
L'embarcadère de Hung Hom : quai Ouest (Star Ferry) à gauche en décembre 2010.

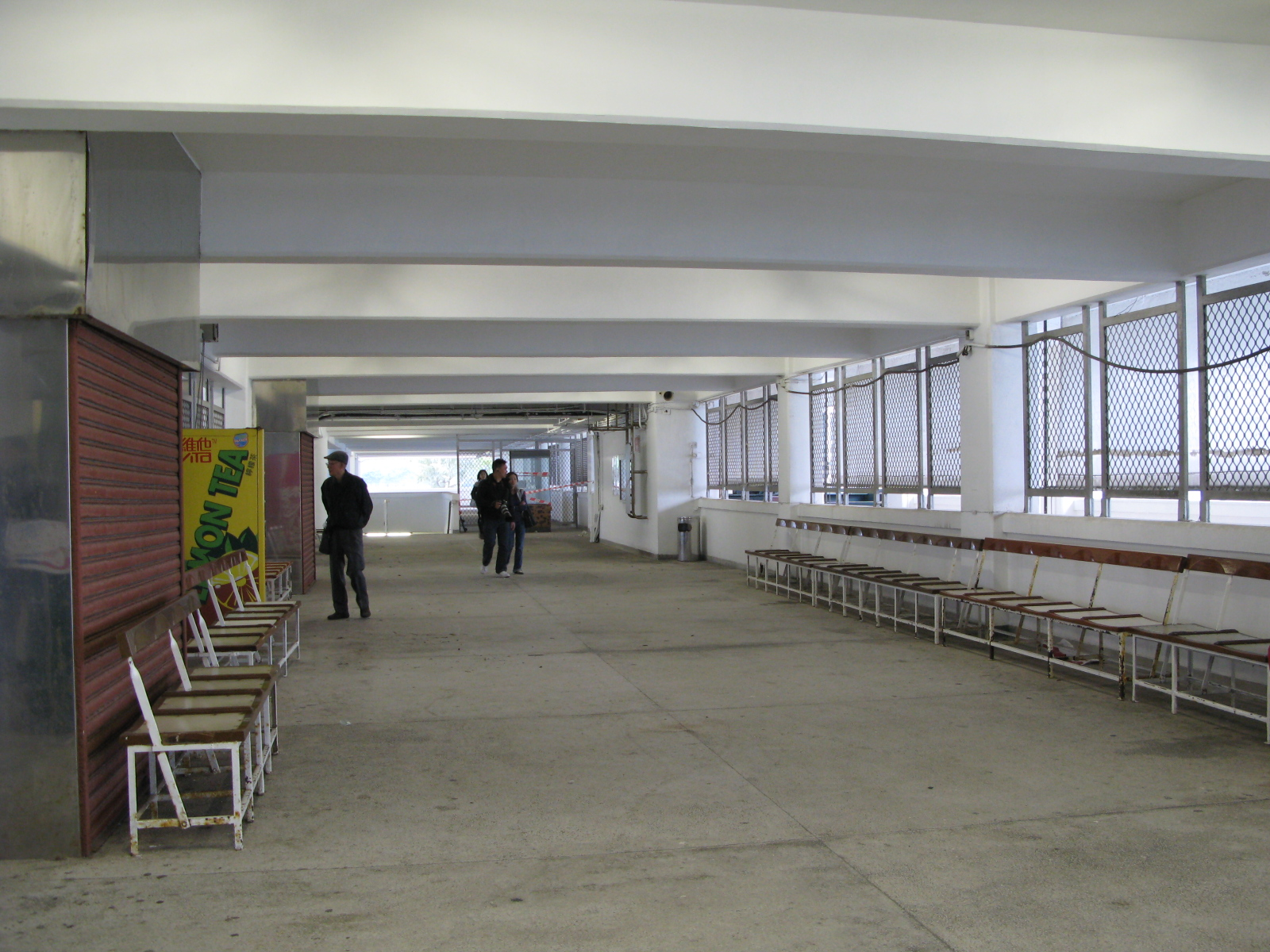
Zone d'attente de l'embarcadère en mars 2011.

L'embarcadère de Hung Hom (紅磡碼頭) est situé à Hong Kong dans le quartier de Hung Hom à Kowloon, plus précisément sur un terre-plein sur la baie de Hung Hom (en) au sud de Lily Mansion (phase 9) dans le lotissement de Whampoa Garden (en).

## Histoire
L'embarcadère d'origine, inauguré en 1979, arborait le style paquebot des terminaux de  la Star Ferry à Central et Tsim Sha Tsui. Il était situé près de la station de métro Hung Hom, à proximité de la position actuelle de la tour Metropolis. En 1988, il est temporairement déplacé en bord de mer au lotissement de Hunghom Bay Centre (en) pour laisser la place au projet de création de terre-pleins sur la baie de Hung Hom (en). Lorsque le projet est achevé en 1991, l'embarcadère est déplacé à son emplacement actuel et réouvre en mars 1991.

## Destinations
- Quai Est[5]
  - Hung Hom - North Point (opéré par la Sun Ferry (en))
- Quai Ouest[5]
  - Hung Hom - Central (opéré par la Fortune Ferry (en))

## Échangeur de transports publics
L'ancien échangeur de transports publics de l'embarcadère de Hung Hom (紅磡碼頭巴士總站), une grande gare routière située à l'extérieur de l'embarcadère, est remplacé par l'échangeur de transports publics de Hung Hom (Hung Luen Road) (紅磡（紅鸞道）公共運輸交匯處), situé à l' intérieur de l'hôtel Kerry (en). Station Whampoa, sortie C2.